# Droit à l'énergie SOS futur
 (juillet 2016).
Si vous disposez d'ouvrages ou d'articles de référence ou si vous connaissez des sites web de qualité traitant du thème abordé ici, merci de compléter l'article en donnant les références utiles à sa vérifiabilité et en les liant à la section « Notes et références ».
Droit à l'énergie SOS futur, abrégée DAE, est une organisation non gouvernementale internationale d'origine française, qui agit pour l'accès à l'énergie, et dont le bureau international siège à Paris.

## Historique
Créée en 2000, Droit à l’énergie SOS Futur est une ONG qui dispose du statut consultatif spécial auprès du Conseil économique et social des Nations unies (ECOSOC).
Les statuts de Droit à l'énergie SOS futur destinent l'association à agir pour "la reconnaissance du Droit à l’énergie comme un droit fondamental de l’Homme, pour le partage des ressources énergétiques et la protection de l’environnement". Ses objectifs s’inscrivent dans la réalisation des Objectifs du Millénaire pour le Développement des Nations unies.
Aujourd'hui, Droit à l’énergie regroupe près de 500 organisations issues de la société civile provenant de plus de 70 pays sur 4 continents, représentant près de 50 millions d’adhérents [réf. souhaitée].
Des forums à l’échelle globale et régionale, à l'initiative de DAE ont été organisés pour permettre le dialogue entre plusieurs milliers de participants venus d’une centaine de pays : associations, syndicats, ONG, gouvernements, chercheurs et dirigeants des grandes entreprises du secteur énergétique. Pour l'ONG, ces rencontres constituent une étape préalable et nécessaire à la formulation d’une charte du droit fondamental à l’énergie et à l’émergence d’une éthique mondiale de l’énergie.
Droit à l'énergie SOS futur associe à ses objectifs et à ses projets les grands opérateurs industriels publics et privés du secteur de l’énergie. Elle entend œuvrer pour l’intégration de ce droit dans les textes fondamentaux et les activités des institutions européennes et internationales.